# Tatra-Jug

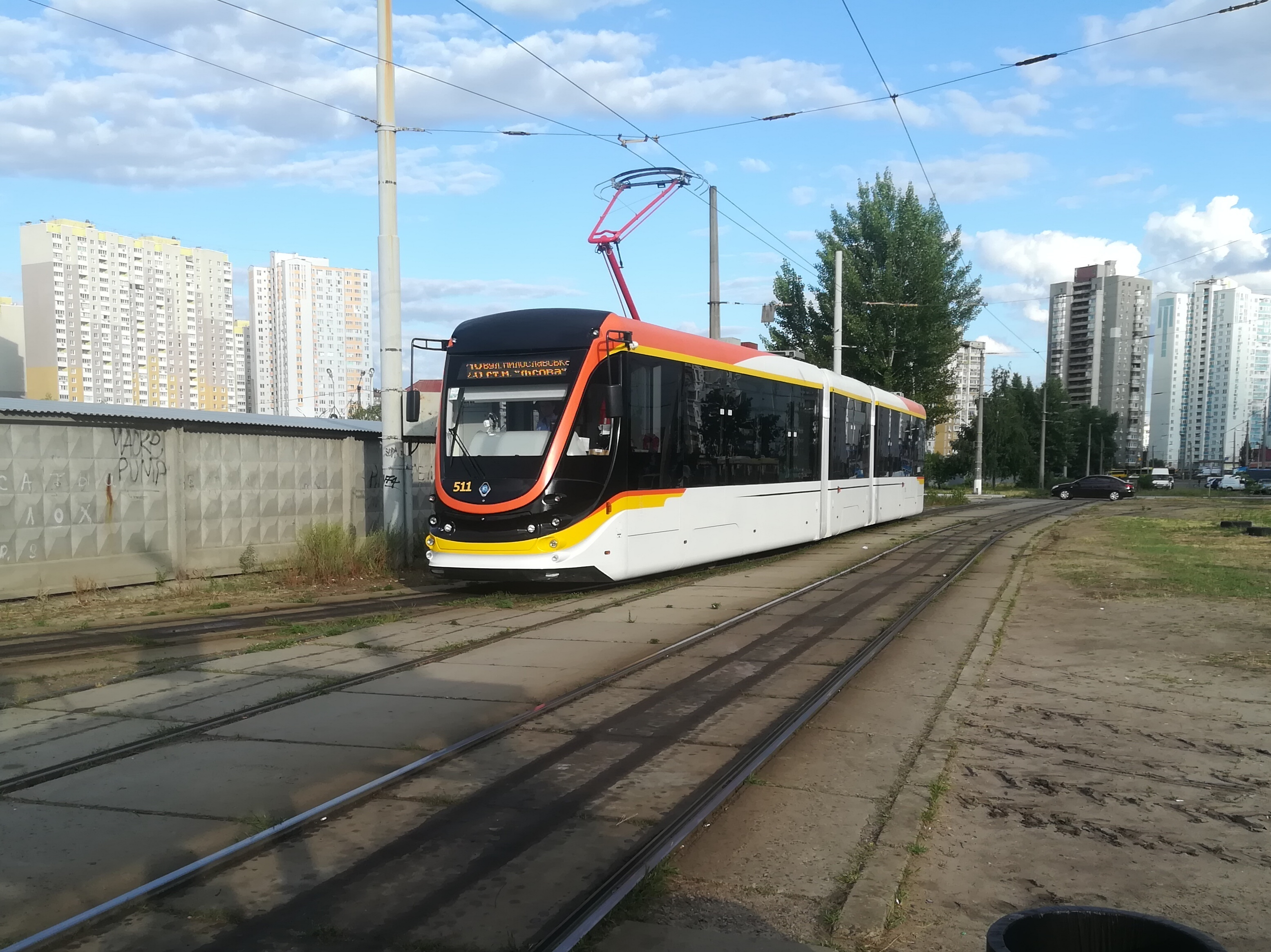
K–1M6 háromrészes villamos Kijevben

A Tatra-Jug (cirill betűkkel: Татра-Юг) ukrán járműgyártó vállalat, amely villamosokat állít elő. 1993-ban alakult. A cég központja Odesszában, gyártóbázisa Dnyipróban található. A cég villamosai 22 ukrajnai városban üzemelnek. A cég vezérigazgatója Anatolij Dmitrovics Kergyivara.

## Története
A céget 1993-ban hozták létre a dnyiprói Déli Gépgyár és a csehországi ČKD Tatra közös vállalataként. Az addig alapvetően űrhajózási hordozórakéták és interkontinentális ballisztikus rakéták gyártásával foglalkozó Déli Gépgyár a polgári termékek arányának növelésének szándékával kezdett el közlekedési eszközöket is gyártani. A ČKD Tatra biztosította a technológiát, és a Déli Gépgyár gépipari kapacitása adta a gyártói bázist. 
Kezdetben a Tatra T6B5 modellt gyártották cseh licenc alapján T–3M típusjelzéssel cseh alkatrészekből 1994-től (a berendezések teljesen és a karosszéria egyes elemeit is Csehországból szállították). Az első két prototípus Kijevbe került, amelyek ma is ott üzemelnek. Ebből a típusból 1996–2002 között további 12 db készült Dnyipro városa számára, az első 6 db-t 1996-ban, a másik hat darabot 2002-ben vették át.
Az 1990-es évek második felében a ČKD Tatránál folyamatosan hanyatlott a gyártás, majd 1999-re teljesen le is állt. Ezzel megszűnt a Tatra-Jug számára a csehországi részegységek szállítása. Ekkor Dnyipróban elkezdték ukrán alkatrészekből építeni a villamost. A karosszériát teljes egészében Dnyipróban gyártották, az elektromos berendezések szintén ukrán gyártmányúak lettek, többek között a Déli Gépgyár által korábban gyártott JuMZ T1 és T2 trolibuszoknál is használt elektromos berendezéseket is igénybe vették. Az első teljesen ukrán gyártmányú T6B5 2000-ben készült el.
Az 1990-es évek végén kezdett el dolgozni a Tatra-Jug a T–3M-t (T6B5) felváltó új modellen. Ez lett a K–1 típus, amely a T–3M továbbfejlesztett változata, és minden berendezése, beleértve a vontatómotorokat is, Ukrajnában készült. 2001-ben készült el a prototípusa, majd Kijevben közlekedett próbaüzemben. 2003-tól gyártották és több ukrajnai nagyvárosban is üzembe állították. Később megjelentek a K–1 továbbfejlesztett, részben alacsonypadlós változatai, a K–1M és a K–1M6 és a K–1M8, utóbbiak háromrészes csuklós villamosok.
2006-tól a cég önállóan, korlátolt felelősségű társaság formájábn működik, de szoros együttműködésben a Déli Gépgyártól, amelytől néhány üzemrészt bérel a cég.
A cég első exportsikere a K–1E6 háromrészes csuklós villamos volt, amelyet az egyiptomi Alexandria város számára fejlesztettek ki a megrendelő igényei alapján. 2017. február 6-án írták alá a 15 villamos szállítására szóló szerződést. Az első villamosok szállítását eredetileg 2018 nyarára tervezték, de fizetési késedelem miatt az csak 2019 januárjában kezdődött el. 2020 februárjáig nyolc szerelvényt adott át a gyártó.
2020. augusztus elején a Tatra-Jug nyerte meg a romániai Craiova 17 darab villamos beszerzésére kiírt pályázatát. A cég a K1–T306 típussal indult a tenderen, darabonként 1,7 millió eurós árral.